# Fluminense Football Club
Pour les articles homonymes, voir Fluminense Futebol Clube.
Maillots
Actualités
Le Fluminense Football Club est un club de football brésilien situé à Rio de Janeiro. Fondé dans les premières années du XXe siècle sous la forme d’un club entièrement consacré au football, le club compte seize autres sections sportives. La section la plus célèbre reste néanmoins celle du football.
Le club, surnommé « les tricolores », est la première organisation de l'État de Rio de Janeiro spécifiquement destinée au football. Il a servi de modèle pour un grand nombre d'autres clubs au Brésil et dans d'autres pays.
Le Fluminense Football Club a apporté de très nombreux joueurs à l'équipe du Brésil de football, se classant ainsi à la cinquième place des clubs brésiliens. Le club a remporté à 33 reprises le championnat Carioca, le championnat de l'État de Rio et à quatre reprises le championnat fédéral brésilien, pour la dernière fois en 2012.

## Histoire

### Fondation

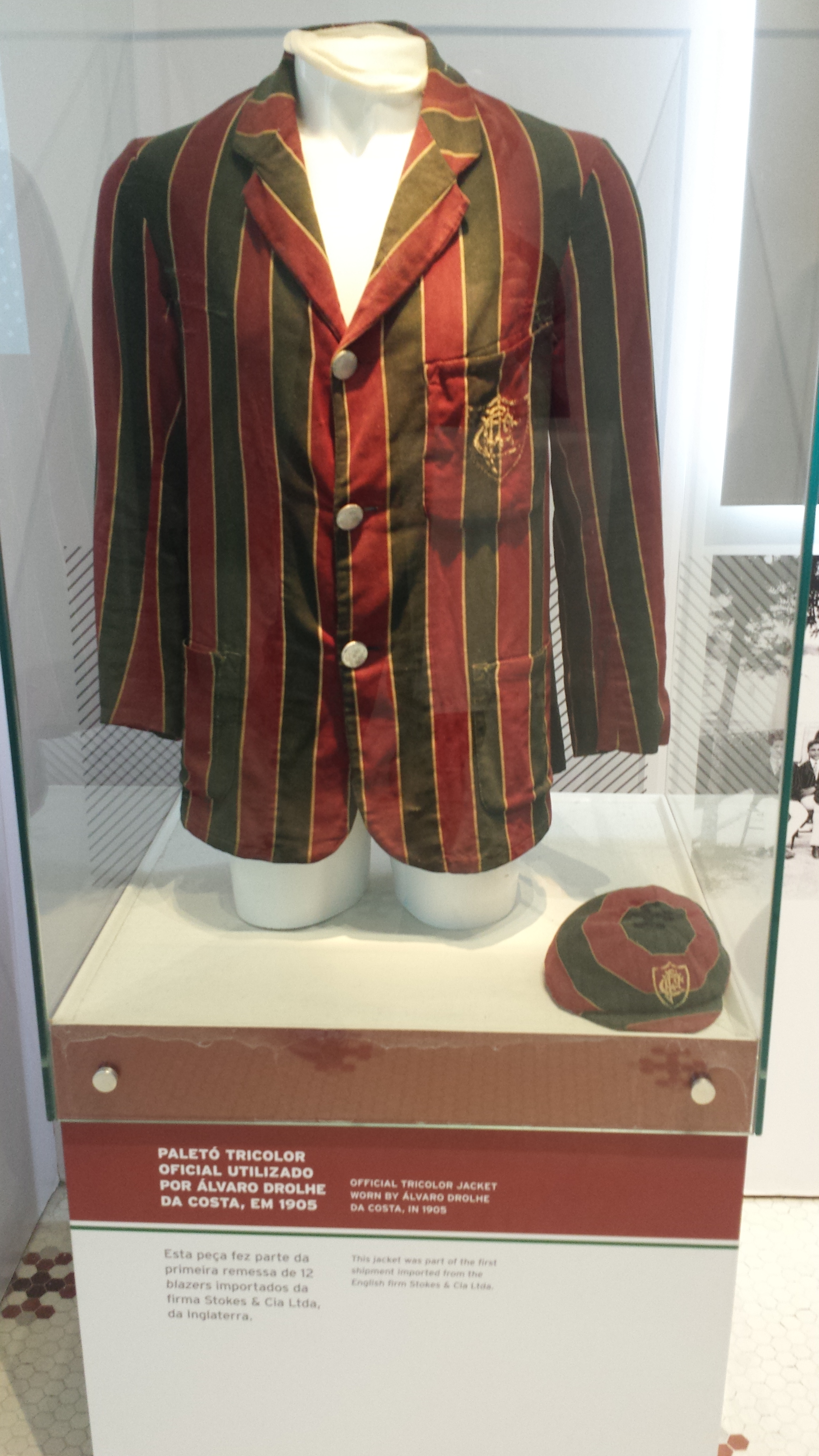
Uniforme utilisé en 1905.

En 1901, Oscar Cox (en), un Brésilien d'ascendance britannique, revient de ses études en Suisse, où il a été introduit au football. Désireux d'introduire ce sport au Brésil, il réunit certains de ses amis et commence à jouer des matchs d'exhibition dans l'état de Rio de Janeiro, principalement contre des équipes composée d'anglais. Dès novembre 1901, l'idée de créer un véritable club de football de la ville de Rio circule, des réunions étant organisés dans ce sens. Après un affrontement entre les équipes combinées de Rio et de São Paulo, à São Paulo, dans lequel Oscar Cox a laissé un anglais du Paissandu Atlético Clube hors de l'équipe, l'exclu, M. Makintosh, aux côtés du Brésilien João Ferreira, s'approprie le nom de « Rio FC » et crée ce club le 12 juillet. Ce fait force Cox et ses amis à trouver un autre nom pour leur club. Ils adoptent un dérivé du nom de la ville de Rio de Janeiro en latin « Flūmen Januarii », pour créer le mot « Fluminense ».
Le 21 juillet 1902, Cox et ses compagnons fondent le Fluminense Football Club à Rio de Janeiro, dans le quartier aristocratique de Laranjeiras, au no 51 de la rue Marquês de Abrantes, dans la maison d'Horácio da Costa Santos, un des membres du club.
Tous ses fondateurs étaient originaires de Rio de Janeiro, à l'exception de Víctor François Etchegaray, argentin, et d'A. H. Roberts, anglais. En 1903, l'Anglais Francis Henry Walter, membre numéro 88 du club, sera la seule personne née hors du Brésil à présider Fluminense.
Le premier match officiel du club est disputé contre le Rio Football Club, le 19 octobre 1902, et se solde par une victoire de Fluminense sur le score de huit buts à zéro.
Initialement, l'équipe de football portait un uniforme blanc et gris. Le 15 juillet 1904, après une assemblée générale extraordinaire, Fluminense change son maillot. Il a commencé à arborer les trois couleurs présentes dans l'hymne composé par Lamartine Babo : vert, blanc et grenat, qui sont devenues les couleurs du club. Le premier maillot tricolore de Fluminense a été cousu en 1905, avec Flu ayant joué le premier match avec son nouveau maillot le 7 mai 1905, lors d'un match amical où il a battu Rio Cricket 7-1.

### Les premiers titres (1905-1910)
Le 8 juin 1905, Fluminense avec America, Bangu, Botafogo et Football Athletic, est membre fondateur de la Liga Carioca. Ces clubs sont rejoints en décembre par Rio Cricket et Paysandu. Le 22 octobre 1905 a lieu le premier match entre Fluminense et Botafogo, une date qui marque la naissance du plus ancien classique du football au Brésil, le Clássico Vovô. À cette occasion, Fluminense gagne par 6 à 0.
Le premier match de l'histoire du Campeonato Carioca a eu lieu le 3 mai 1906, lorsque Fluminense l'emporte sur Payssandu par 7-1 à Laranjeiras.
Le premier trophée du club est remporté en 1906 quand Fluminense gagne son premier championnat de Rio.
Entre 1906 et 1911, Fluminense domine largement le football à Rio, remportant 5 des 6 premiers championnats. Lors de ces six premiers championnats, Fluminense totalise 43 victoires, 5 nuls et seulement 4 défaites, avec 217 buts pour et 49 contre.

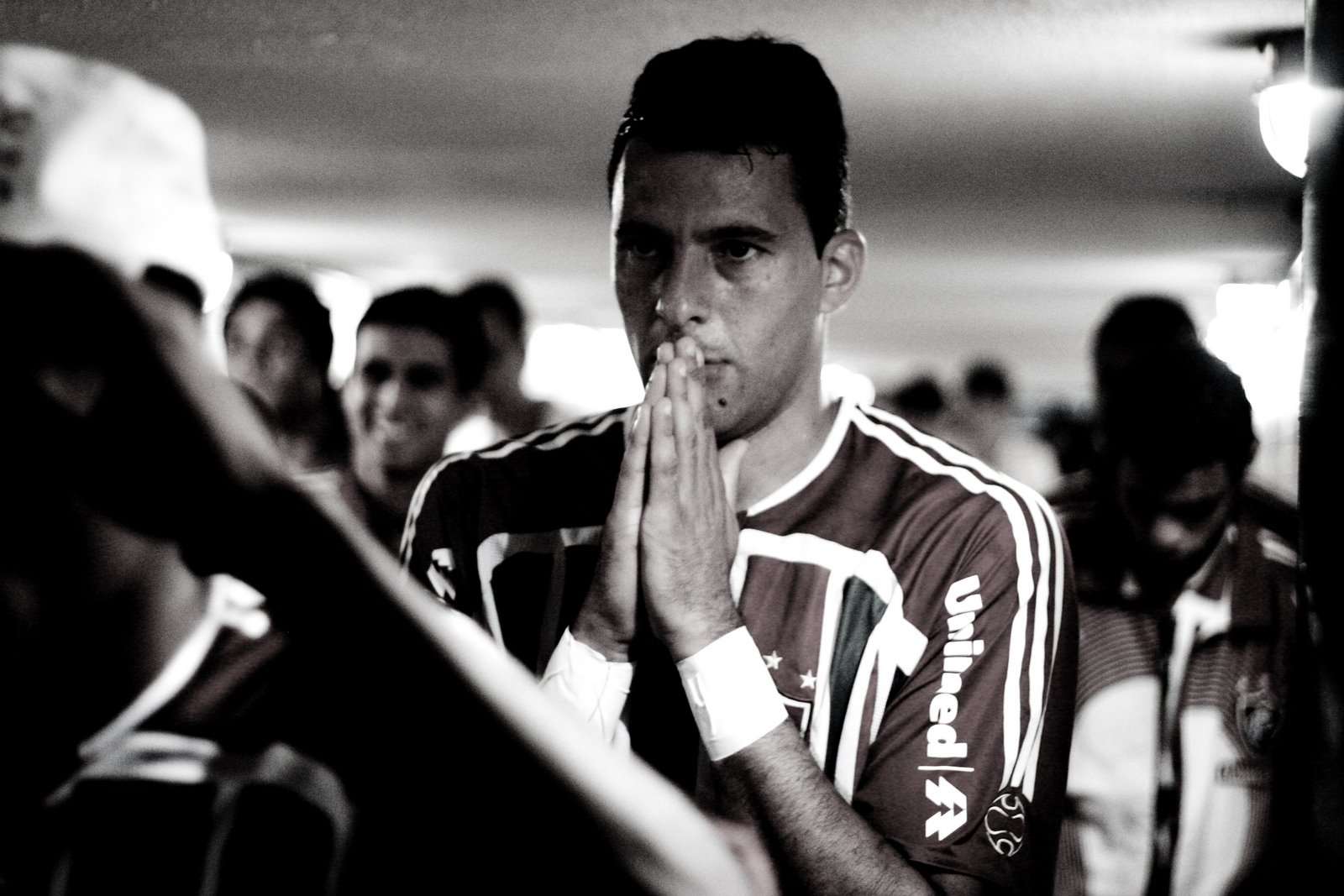
Le Fla-Flu en finale de la Copa Libertadores 2008.

### Fla-Flu (1911-1920)
En 1911, le club se retrouve affaibli par deux vagues de départs successif. Edwin Cox et l'allemand Bruno Schuback, deux de ses meilleurs joueurs, quittent le club pour rejoindre Grêmio. Puis une dispute entre des joueurs de Fluminense provoque une scission au sein du club. Neuf titulaires le quittent pour aller créer un autre club, la section football du Clube de Regatas do Flamengo. L'affrontement entre les deux clubs, dénommé Fla-Flu, est considéré comme un des principaux derbies du football brésilien. Le record du monde pour un match entre clubs est enregistré lors du Fla-Flu de 1963 où il y a eu 177 656 spectateurs payants et 194 603 présents au stade Maracanã. Cinq ans plus tard, l'équipe nationale du Brésil dispute son tout premier match dans le stade de Fluminense. C'est aussi dans ce stade que le Brésil remporte sa première compétition internationale, la Copa América 1919 et Copa América 1922.

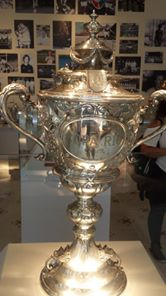
Copa Rio 1952.

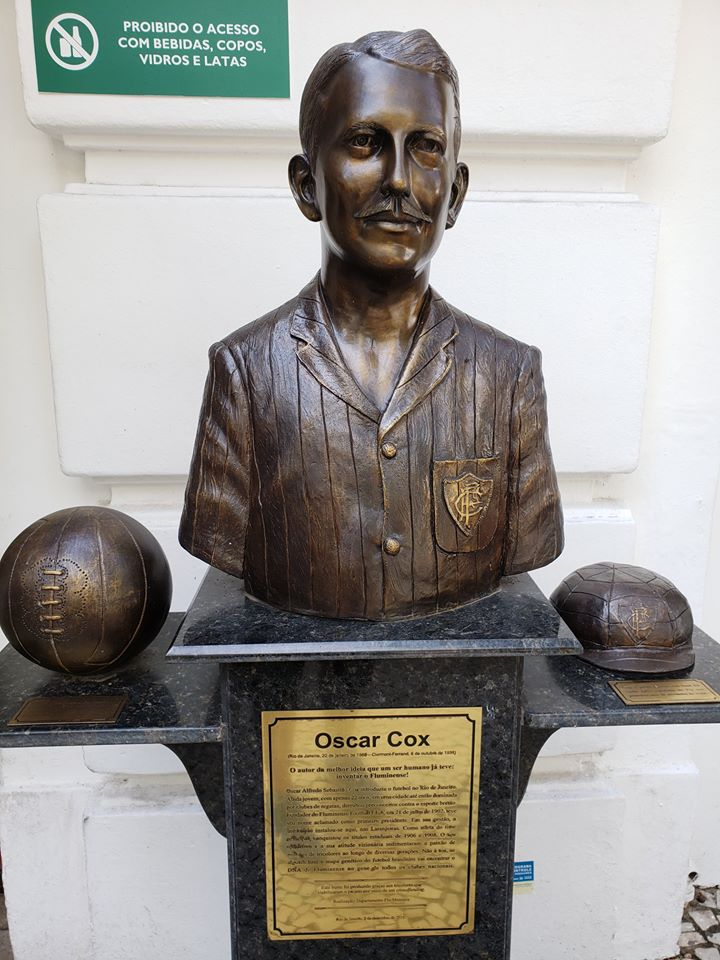
Buste d'Oscar Cox.

Le premier Fla-Flu se dispute le 7 juillet 1912 et se termine par un 3-2 en faveur du Flu.
Néanmoins, ces départs affaiblissent structurellement le club, qui ne remporte plus de titres pendant six ans. En 1914, Fluminense se dote d'une section pour les enfants entre 7 et 12 ans.
La sélection brésilienne joue le premier match de son histoire sur le terrain de Fluminense, le 21 juillet 1914, à l'occasion du douzième anniversaire du club, en battant Exeter City par 2-0, avec le tricolore Oswaldo Gomes marquant le premier but de l'histoire de la sélection, devant environ 10 000 personnes.
Dès lors, le terrain de Fluminense est le premier domicile de l'équipe nationale, où elle reste invaincue en 18 matchs disputés entre 1914 et 1932, un terrain sur lequel l'équipe brésilienne, en plus de disputer son premier match, remporte ses deux premiers titres, les éditions du Campeonato Sul-Americano de Seleções, actuelle Copa América, de 1919 et 1922.
Le 28 décembre 1916, à l'initiative d'Arnaldo Guinle, président de Fluminense et de la Confédération Brésilienne des Sports, celle-ci obtient l'enregistrement provisoire à la FIFA, puis sous la présidence d'un autre tricolore, Oswaldo Gomes, le 20 mai 1923, l'inscription définitive.
Fluminense connaît une nouvelle période faste en réalisant un tricampeonato (remportant le championnat en 1917, 1918 et 1919).
Ses autres sections brillent aussi, les athlètes tricolores gagnant plusieurs médailles aux jeux olympiques de 1920. La même année, la section basketball du club fait venir l'entraîneur Fred Brown des États-Unis, posant les bases de ce sport au Brésil.

### Longue période sans titre (1921-1935)
Fluminense est un des premiers clubs à utiliser son stade pour d'autres événementiels que le sport, organisant des spectacles, des séances de cinéma, ce qui reflètent les goûts de la haute société de Rio de Janeiro de l'époque. En 1922, Fluminense, sans le soutien du gouvernement brésilien, a promu le Championnat sud-américain des sélections et les Jeux olympiques latino-américains, l'un des jeux précurseurs des Jeux Panaméricains, comme de grands événements commémoratifs du Centenaire de l'Indépendance du Brésil,. Les coûts élevés de modernisation de son stade, agrandi pour recevoir 25 000 spectateurs et doté d'un système d'éclairage artificiel, se sont reflétés dans les résultats du clubs pendant de nombreuses années, car Flu, après avoir remporté le championnat Carioca en 1924, ne le gagnera à nouveau qu'en 1936.

### Cincocampeonato(1936-1949)
Fluminense profite de l'adoption du professionnalisme en 1933 pour construire une équipe professionnelle sans réelle faiblesse, en débauchant onze titulaires de la sélection de l'état de São Paulo. Le club amasse cinq titre de Rio consécutivement, son équipe étant la base de l'équipe nationale brésilienne qui termine troisième de la coupe du monde 1938.
En 1937, l'ancien attaquant du club Vicentino, tout juste sorti d'étude en médecine militaire, crée une section médicale spécialisé dans le sport au sein de Fluminense. Cette section forme de nombreuses infirmières opérant dans le corps expéditionnaire du Brésil en Europe pendant la seconde guerre mondiale.
Après cette phase exceptionnelle, Fluminense est vice-champion de Rio en 1943 et 1949, troisième en 1942 et quatrième en 1944 et 1945. En 1943, il est champion du Torneio Inicial, battant Madureira en finale.
En 1946, il remporte le Campeonato Carioca après que, à la fin du tournoi, quatre équipes se soient retrouvés à égalité, nécessitant une phase finale appelée le « Supercampeonato » pour définir le vainqueur.
La grande star de ce championnat est le meilleur buteur, Ademir Menezes, et le dernier match était contre Botafogo, Fluminense s'imposant 1-0 devant environ 35 000 spectateurs à l'Estádio São Januário, grâce à un but d'Ademir.
En 1949, Fluminense reçoit la Coupe Olympique. Il s'agit du seul club de football du continent américain, l'un des deux au monde et la seule institution brésilienne à avoir reçut cette distinction.

### Débuts de l'ère Maracanã (1950-1967)
Fluminense profite de la construction du stade du Maracana pour jouer ses matchs les plus importants dans ce stade, enregistrant des affluences très importantes pour les grands derbys de Rio. Le club suit la tendance des grandes équipes brésiliennes de l'époque, effectuant des tournées européennes et américaines pour enregistrer des recettes supplémentaires. Entre 1950 et 1960, Fluminense remporte deux Campeonato Carioca (en 1951 et 1959), est vice-champion en 1952, 1953, 1957 et 1960, gagne deux tournois Rio-São Paulo en 1957 et 1960, une Copa Rio Intercontinentale en 1952 (après avoir battu notamment les uruguayens du Penařol Montevideo et les paulistas du Corinthians finale), une Taça brasil en 1960 et deux Torneo Inicial en 1954 et 1956.

### Lesmachines tricolores(1968-1978)
En 1969, l'ancien joueur de Fluminense Telê Santana est nommé entraîneur. Il pose les bases d'une équipe qui sera surnommé la machine, avant de partir pour l'Atlético Mineiro en 1970. Cette équipe gagne en trois ans deux fois le Carioca (1969 et 1971), finit deuxième en 1970, et remporte cette même année le Tournoi Roberto Gomes Pedrosa (ancien nom du championnat du Brésil)et la Taça Guanabara pour les années de 1969 et 1971.
Flu, vice-champion à Rio en 1972, est à nouveau champion l'année suivante avec une équipe composée de plusieurs cadets fraîchement sortis des équipes de jeunes, comme Carlos Alberto Pintinho, Kléber, Marquinho (qui s'appelle plus tard Marco Aurélio) et Rubens Galaxe, encadré par l'expérimenté meneur Gérson.
Le club connaît à nouveau une équipe surnommée la machine au milieu des années 1970, organisée autour du meneur de jeu Roberto Rivelino. Dans l'équipe de 1976, le seul joueur qui n'a pas joué pour l'équipe nationale brésilienne est l'attaquant argentin Narciso Doval. Fluminense remporte le championnat avec cette équipe les cariocas 1975 et 1976 et termine troisième en 1977 et 1978.

### Une période dorée (1979-1985)
En 1980, le Flu remporte à nouveau le championnat Carioca avec une équipe pratiquement formée à Laranjeiras, puisque seuls deux joueurs (Gilberto, formé par l'Atlético Goianiense et Cláudio Adão, formé par Santos) ne sont pas passés par les catégories de jeunes du tricolore.
Sur cette base de joueurs, en 1983 et 1984 ,le club gagne le Carioca deux fois de suite en finale contre le Flamengo.Fluminense réalise meme le doublé en 1984 en remportant le Championnat brésilien. Puis gagnant à nouveau le Carioca en 1985 et ce pour la troisième fois consécutive. 

### Stagnation et descente en enfer (1986-1999)
Après la retraite de ses principaux joueurs vedettes, Fluminense connaît une période de disette, ne remportant que des tournois amicaux, comme la coupe Kirin en 1987. Le club connaît un creux générationnel, avec des joueurs moins talentueux et s'enlise dans le carioca et le brasileiro. Une des seule éclaircie est la finale de la Coupe du Brésil 1992, perdu contre l'Internacional.
Le Tricolor n'a de nouveau remporté un titre pertinent qu'en 1995, avec une finale de Carioca marquante lors d'un Fla-Flu avec 120 418 spectateurs, dans lequel Renato Gaúcho (le roi de Rio) a marqué le but de la victoire 3-2, avec son ventre. Le 16 décembre 1995, Fluminense inaugure officiellement son centre de formation, même si l'installation est déjà utilisée depuis le 30 avril 1983.
Entre 1996 et 1999, Flu connaît les pires moments de son histoire. Fin 1995, Fluminense perd son sponsor de l'époque, ce qui déclenche une crise financière dans le club.
En 1996, Fluminense termine le Campeonato Brasileiro à l'avant-dernière place (devant seulement Bragantino), mais un scandale d'arbitrage, connu sous le nom de Caso Ivens Mendes, qui implique deux autres clubs de Série A, l'Atlético Paranaense et les Corinthians, annule les relégations de 1996, deux clubs de la Série B sont promus au Campeonato Brasileiro 1997, qui finit par être disputé par 26 clubs. Cela ne fait que déplacer le problème, Fluminense étant relégué en 1997 puis en 1998, et évoluant en Série C en 1999. Le club est forcé de se restructurer pour retrouver les sommets.

### Retour dans l'élite (2000-2006)
En 2000, un problème juridique et politique entre les clubs de Série A, appelé Caso Sandro Hiroshi a empêché la tenue du championnat brésilien. La Copa João Havelange est organisé à la place par le Clube dos Treze. Lors de l'organisation de ce championnat, il est décidé d'inviter des clubs historiques, comme Fluminense, Bahia et d'autres clubs qui ne sont pas en première division à l'époque.
L'équipe connaît une belle compétition et, après s'être classée troisième lors de la première phase, chute en 8e de finale face à São Caetano, terminant ce championnat à la neuvième place. Tout comme São Caetano, qui évolue en championnat en division inférieure et a la possibilité d'atteindre la finale du tournoi entre les principaux clubs, Fluminense et Bahia restent en première division l'année suivante.
L'année suivante, Fluminense termine quatrième du tournoi Rio-São Paulo, et troisième du championnat brésilien.
Fluminense remporte le Championnat Carioca 2002, ce qui a permis aux supporters de célébrer dignement le centenaire de la fondation du club. Romario est offert par la direction aux supporters. Avec lui le Flu retrouve les sommets et manque de peu la classification en finale du championnat brésilien cette année là. Le joueur reste au club également pour les saisons 2003 et 2004 marquant au passage 48 buts en 77 matches.

### Entre bataille contre la relégation et finales continentales (2007-2009)
En 2007, après quelques années sans titres, Fluminense gagne la coupe du Brésil contre Figueirense. L'année suivante, le club réalise son premier parcours marquant en Copa Libertadores, éliminant tour à tour l'Atletico Nacional Medellin, Sao Paulo FC puis Boca Juniors en demi-finale et perdant la finale contre la LDU de Quito aux tirs au but.Meneur de jeu alors du club,Thiago neves qui a marqué un but lors de la finale aller à Quito,realise un triplé lors du match retour au Maracana, ce qui constitue un record à ce jour (4 buts en lors des finales de libertadores). Son défenseur Thiago Silva est élu meilleur défenseur central du championnat du Brésil 2008, et remporte le prix Craque da Galera établi par Globoesporte.com, en tant que meilleur joueur de ce championnat, élu au suffrage universel avec 1 252 073 voix, soit sur 47 % du total des voix.
En 2009, avec les changements successifs d'entraîneurs et l'arrivée constante de nouveaux joueurs, Fluminense connaît une campagne très irrégulière, terminant quatrième du Campeonato Carioca, mais marquant l'histoire de la Copa do Brasil en devenant le huitième club à disputer 100 matchs dans cette compétition, lors du match nul 2-2 face à Corinthians, futur vainqueur. Dans le championnat brésilien, le club est quasiment relégué à la 27e journée, avec 21 points, puis les joueurs se ressaisissent et arrachent le maintien avec sept victoires et quatre matchs nuls sur les dix derniers matchs. En Sudamericana, Fluminense retrouve en finale son adversaire de la finale de la Libertadores 2008, la LDU de Quito. Balayé 5-1 à Quito, Flu remporte seulement 3-0 le match retour, échouant à nouveau de peu  à conquérir un titre continental. Après avoir éliminé sur sa route successivement le Flamengo , l'Universidade de Chile et le Cerro Porteño. Cette saison étrange vaut à l'équipe de 2009 le surnom d'équipe des guerriers par les fans du Tricolore.

### Confirmation nationale (2010-2015)
En 2010, sous les ordres de Muricy Ramalho, Fluminense prend son troisième titre national, avec 71 points, vingt victoires, onze nuls et sept défaites, 62 buts pour et 36 buts contre. La perte de Ramalho en 2011 affaiblit le club, qui parvient néanmoins en finale du Carioca, termine troisième du Brasileiro, et n'est éliminé de la Libertadores qu'en concédant deux buts surprenants dans les cinq dernières minutes de son huitième de finale face aux paraguayens de Libertad.
La saison 2012 commence par une victoire dans le Carioca en finale contre Botafogo. En Libertadores, le club réussit l'exploit de devenir le premier club carioca à battre Boca Juniors dans sa Bombonera, lors de la phase de poule avec des buts de Fred et Deco.Apres avoir battu l'international de porto alegre en huitième de finale ,Boca Juniors et Fluminense se retrouvent en quart de finale, lors de deux matchs à l'arbitrage controversé, qui se terminent à l'avantage de Boca.
Le Brasileiro commence bien pour Fluminense, le club terminant la phase aller à la deuxième position, avec 42 points. À la vingt-deuxième journée du championnat, Fluminense prend le fauteuil de leader en battant Santos 3-1. Flu se permet même de remporter le championnat trois journées avant sa fin, en infligeant à Palmeiras un 3-2, assurant son quatrième titre national.
En 2013 voulant se concentrer sur la Copa libertadores, le Tricolore est éliminé en quart de finale par Olimpia après avoir éliminé Emelec au tour précédent.  
En 2015, le principal partenaire commercial du club, Unimed, une compagnie d'assurance maladie, a mis fin à sa relation, n'apparaissant plus sur le maillot du club en tant que sponsor, avec une série de joueurs gagnants de Fluminense quittant l'équipe à partir de cette année-là, et les dettes croître dans les années suivantes. 

### Reconstruction (2016-2022)
Le 21 juillet 2016, Fluminense inaugure le centre d'entrainement Pedro Antônio, à Barra da Tijuca, un quartier de la zone ouest de Rio de Janeiro. L'équipe olympique danoise de football masculin est la première équipe de football à s'y entraîner, le 5 août, lors des Jeux olympiques d'été de 2016, un événement organisé dans la ville de Rio de Janeiro. Le 11 octobre 2016, l'équipe professionnelle de Fluminense commence à s'y entraîner.
En 2017, elle remporte la Coupe Guanabara en battant Flamengo aux tirs au but, après un match nul 3-3 après le temps réglementaire, avant de perdre en finale du Carioca puis en quart de finale de la Sudamericana contre ce même adversaire. Le club parvient néanmoins à éliminer la LDU Quito sur son parcours. 
En 2018, la Tricolore remporte la Copa Rio en battant Botafogo 3-0 en finale, et atteint à nouveau les phases finales de la Copa Sudamericana, s'inclinant en demi-finale face à l'Atlético Paranaense, après avoir éliminé le Nacional Montevideo au tour précédent. 
Lors de la Copa do Brasil 2019, Fluminense tombe invaincu, éliminé par Cruzeiro aux tirs au but. Luciano est le co-meilleur buteur de la compétition, avec cinq buts. Fluminense connaît également une campagne convaincante lors de la Copa Sudamericana 2019, atteignant les quarts de finale et étant éliminé après deux nuls contre les Corinthians (0-0 et 1-1) en raison de la règle des buts à l'extérieur. Éliminant au passage l'Atletico Nacional Medellin et le Penařol de Montevideo. À la fin du championnat du Brésil 2019, dans une année mouvementée en interne, Fluminense se qualifie pour la Copa Sudamericana 2020.
Le championnat du Brésil 2020 se termine le 25 février 2021, avec Flu à la cinquième place, remportant une place en Copa Libertadores, après huit ans sans jouer dans la principale compétition continentale.
En Copa Libertadores le club carioca termine premier d'une poule relevée avec les Colombiens de l'Independiente Santa Fe, le Club Junior Barranquilla et les Argentins du Club Atlético River Plate, se permettant de gagner 1-3 au Monumental de Nunez. Le Flu élimine avec facilité le Cerro Porteno en huitième de finale (3-0 au score cumulé) mais tombe en quart de finale contre le Barcelona de Guayaquil à cause de la règle des buts à l'extérieur (3-3 sur les deux matches).
En battant Flamengo 2-0 et en faisant match nul 1-1, Fluminense devient le champion Carioca 2022. Le club se voit disputer les barrages de la Copa Libertadores mais se fait éliminer au tirs au but par l'Olimpia après avoir éliminé les Millionarios Bogota au premier tour. Le club est reversé alors en Copa Sudamericana. Le 26 mai 2022, Fluminense fait naître la plus grande défaite de l'histoire de la Copa Sudamericana, 10-1 contre Oriente Petrolero lors d'un match disputé en Bolivie. Flu termine deuxième de son groupe, étant donc éliminé de cette compétition pour un point (cette saison là seul les premiers de groupes sont qualifiés pour le tour suivant). Fluminense termine également troisième du championnat brésilien, son attaquant Germán Cano devenant le meilleur buteur de ces trois compétitions et inscrivant 44 buts cette année-là, aidant Flu à se qualifier pour la troisième fois consécutive pour la Copa Libertadores.

### Copa Libertadores-Recopa (2023-2024)
En phase éliminatoire, le club enchaîne les performances impressionnantes : il élimine successivement Argentinos Juniors en huitièmes de finale, le Club Olimpia en quarts et l’Internacional de Porto Alegre en demi-finale, trois équipes ayant déjà remporté la plus grande compétition continentale. En finale, Fluminense triomphe du légendaire Boca Juniors lors d’un match impressionant au Maracanã, s’imposant 2-1 après prolongations. Ce parcours exceptionnel voit le club éliminer cinq anciens champions, un record historique. Le Fluminense devient également le premier club de l’histoire de la Copa Libertadores à remporter le titre après avoir battu les deux géants du football argentin, River Plate et les Boca Juniors, au cours d’une même campagne. 
L’attaquant argentin Germán Cano termine meilleur buteur de la compétition avec 13 réalisations. Lors de la finale, il se distingue une nouvelle fois, accompagné de John Kennedy, pour offrir la victoire face au Boca Juniors d’Edinson Cavani. Ce sacre met fin à 15 ans d’attente depuis le drame de 2008, où Fluminense avait échoué contre la LDU de Quito aux tirs au but dans l’ancien Maracanã.
Le destin réunit à nouveau Fluminense et la LDU de Quito en 2024 pour une troisième confrontation en finale continentale, cette fois lors de la Recopa Sudamericana. Après une défaite 1-0 à la Casa Blanca de Quito, le Flu renverse la situation au match retour en s’imposant 2-0 au Maracanã. Grâce aux entrées décisives de Marcelo, Renato Augusto et Douglas Costa, c'est grâce à un doublé de l’international colombien Jhon Arias les Tricolores trouvent la faille.
Cette victoire offre au club un nouveau trophée continental face à un rival devenu emblématique, confirmant son statut de référence du football sud-américain.

## Palmarès
| Compétitions nationales | Compétitions internationales |
| --- | --- |

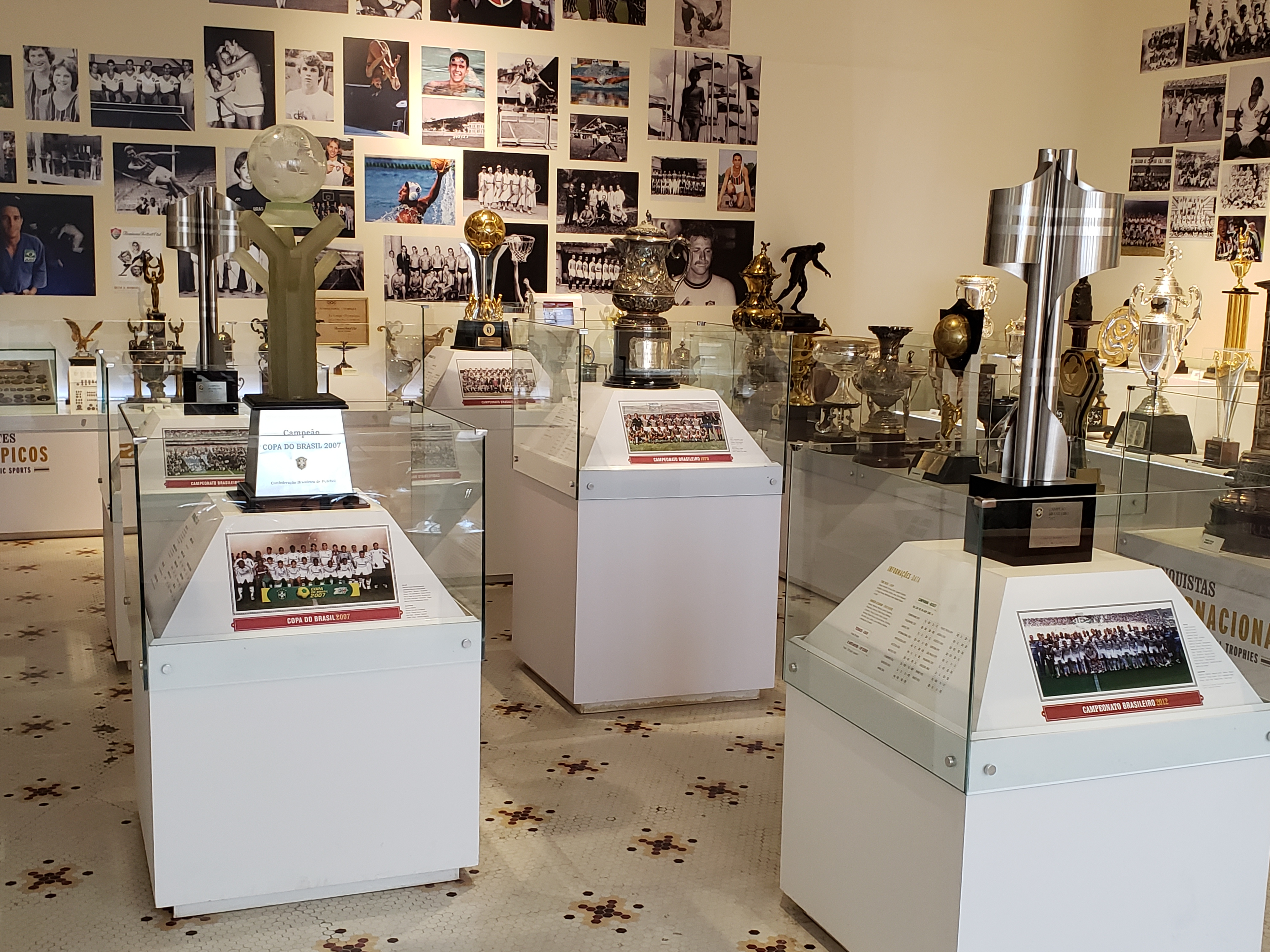
Trophées des quatre championnats nationaux et de la Coupe du Brésil de 2007.

| - Championnat du Brésil (4) : - Champion : 1970, 1984, 2010 et 2012 - Vice Champion : 1937 - Coupe du Brésil (1) : - Vainqueur : 2007 - Finaliste : 1992, 2005 - Tournoi Rio-São Paulo (2) : - Vainqueur : 1957 et 1960 - Championnat de Rio (33) : - Champion : 1906, 1907, 1908, 1909, 1911, 1917, 1918, 1919, 1924, 1936, 1937, 1938, 1940, 1941, 1946, 1951, 1959, 1964, 1969, 1971, 1973, 1975, 1976, 1980, 1983, 1984, 1985, 1995, 2002, 2005, 2012, 2022 et 2023 | - Copa Libertadores (1) : - Vainqueur : 2023 - Finaliste : 2008 - Recopa Sudamericana (1) : - Vainqueur : 2024 - Coupe du monde des clubs (0) : - Finaliste : 2023 - Copa Sudamericana (0) : - Finaliste : 2009 - Copa Rio Intercontinentale (1) : - Vainqueur : 1952 - Tournoi de Paris de football (2) : - Vainqueur : 1976, 1987 - Trophée Teresa-Herrera (1) : - Vainqueur : 1977 - Coupe Kirin (1) : - Vainqueur : 1987 |

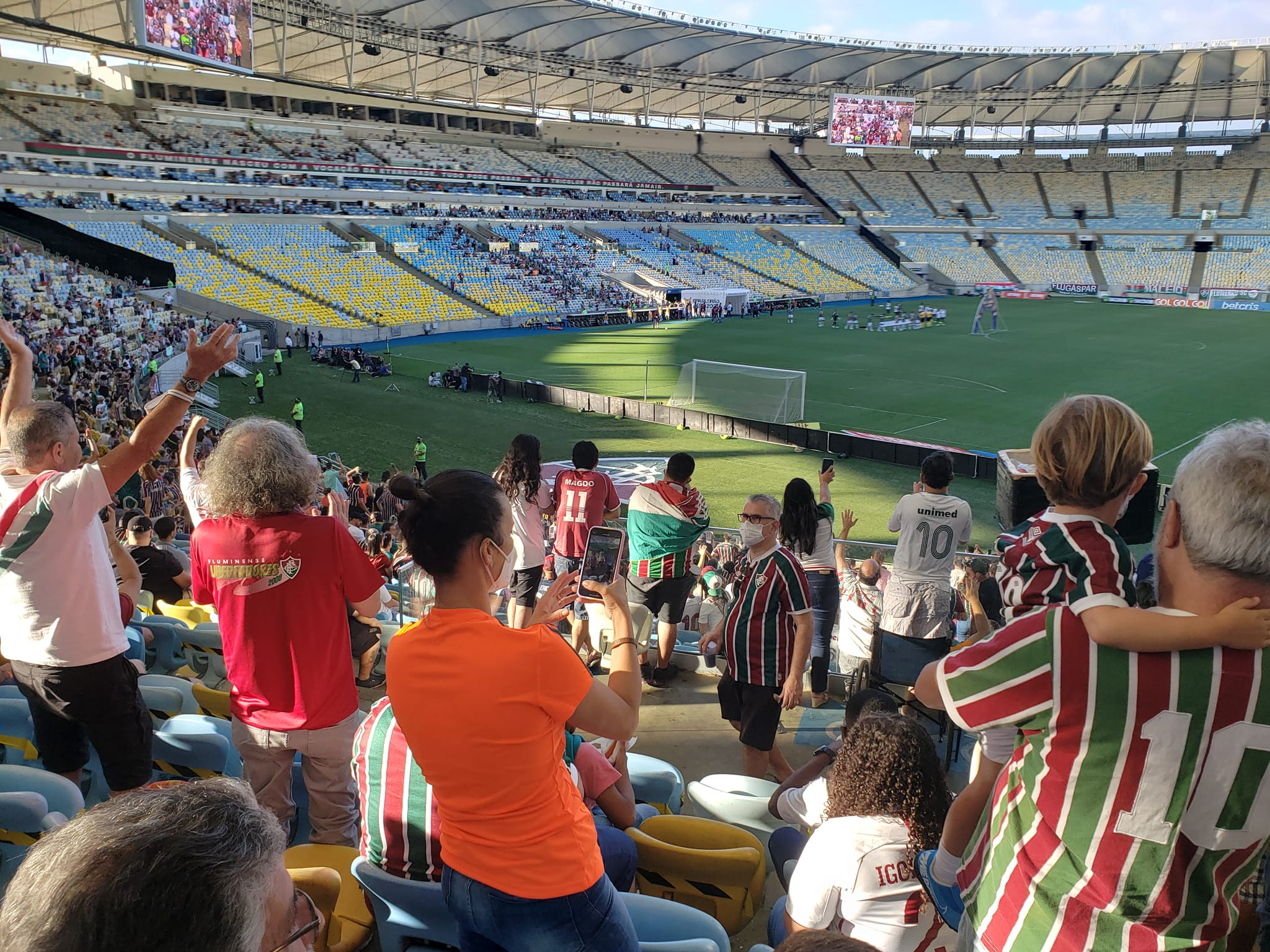
Vue intérieure du Maracanã avant le match entre Fluminense FC et América FC (MG) le 21 novembre 2021.

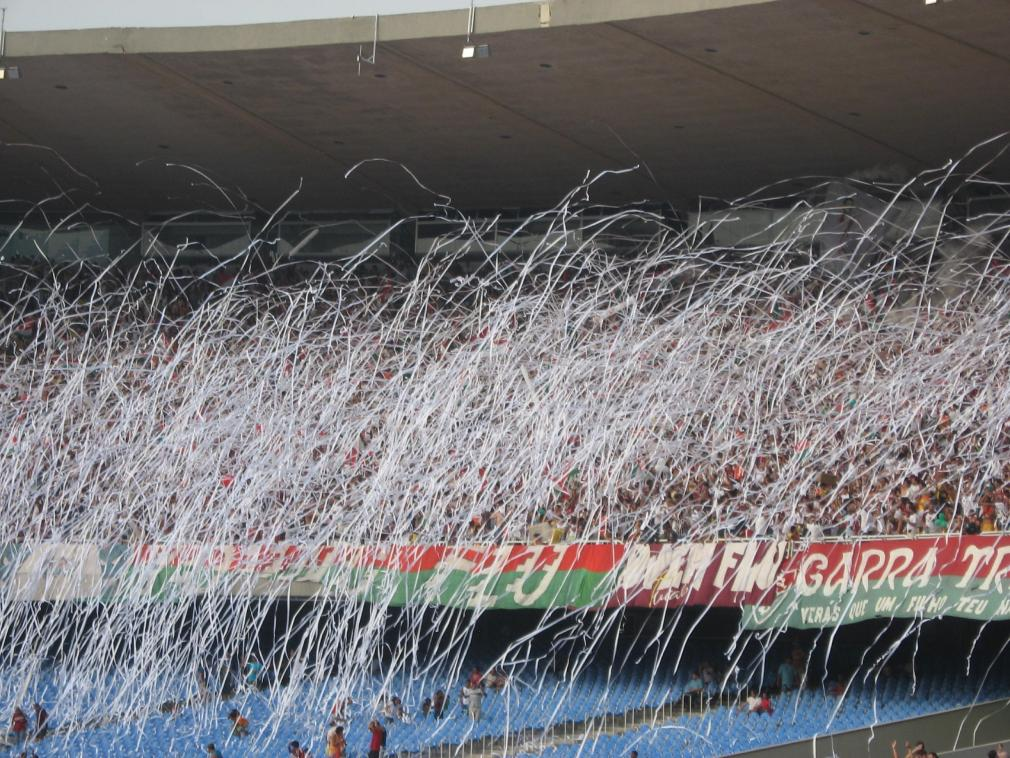
Fans de Fluminense au Maracanã.

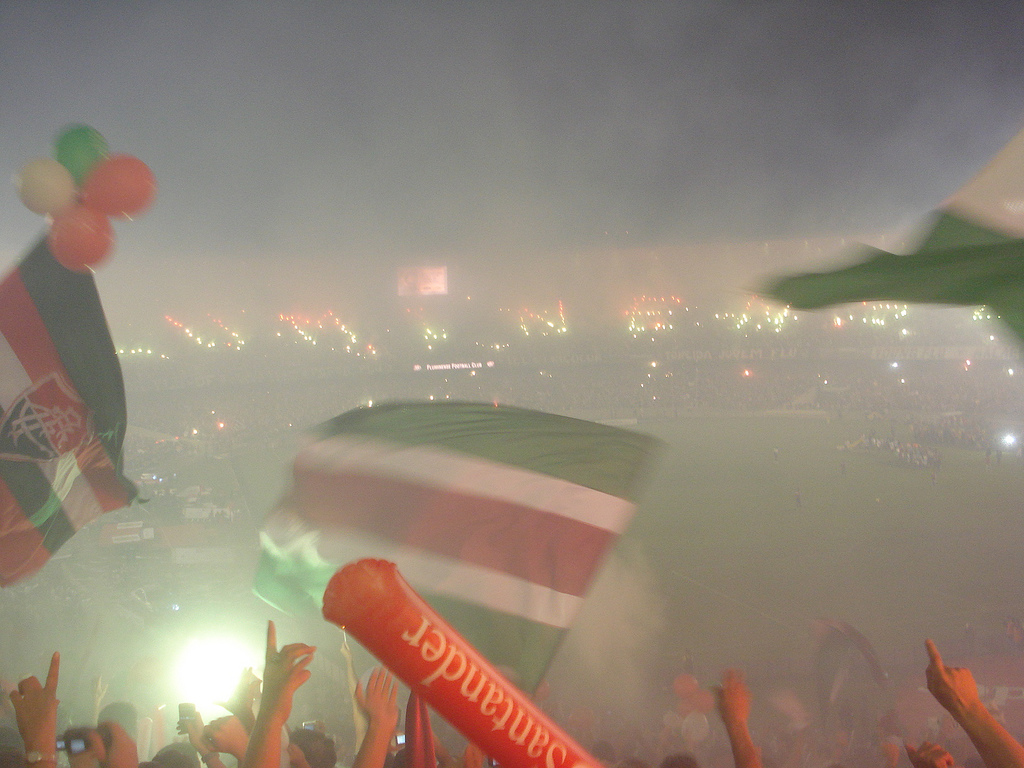
Torcida Tricolor : Copa Libertadores 2008.

### Stade
Le club dispute ses matchs au Maracanã.
| Équipes et scores          | Spectateurs          | Date              |
| -------------------------- | -------------------- | ----------------- |
| Fluminense 0-0 Flamengo    | 194 603 (177 656 p.) | 15 décembre 1963  |
| Fluminense 3-2 Flamengo    | 171 599              | 15 juin 1969      |
| Fluminense 1-0 Botafogo    | 160 000 (142 339 p.) | 27 juin 1971      |
| Fluminense 0-0 Flamengo    | 155 116              | 16 mai 1976       |
| Fluminense 1-0 Flamengo    | 153 520              | 16 décembre 1984  |
| Fluminense 1-1 Corinthians | 146 043              | 5 décembre 1976   |
| Fluminense 2-0 América     | 141 689              | 9 juin 1968       |
| Fluminense 2-0 Flamengo    | 138 599              | 2 août 1970       |
| Fluminense 1-1 Flamengo    | 138 557              | 22 avril 1979     |
| Fluminense 2-5 Flamengo    | 137 002              | 23 avril 1972     |
| Fluminense 1-2 Flamengo    | 136 829              | 7 septembre 1972  |
| Fluminense 3-3 Flamengo    | 136 606              | 18 octobre 1964   |
| Fluminense 2-0 Bonsucesso  | 131 256              | 8 juin 1969       |
| Fluminense 0-0 Vasco       | 128 781              | 27 mai 1984 1984  |
| Fluminense 2-2 Vasco       | 127 123              | 29 août 1976      |
| Fluminense 1-0 Vasco       | 127 052              | 3 octobre 1976    |
| Fluminense 0-3 Vasco       | 126 619              | 21 mars 1999      |
| Fluminense 0-1 Flamengo    | 124 432              | 23 septembre 1979 |
| Fluminense 1-0 Vasco       | 123 059 (109 612 p.) | 21 septembre 1952 |
| Fluminense 1-2 Flamengo    | 122 434 (100 749 p.) | 6 décembre 1953   |

### Sponsors

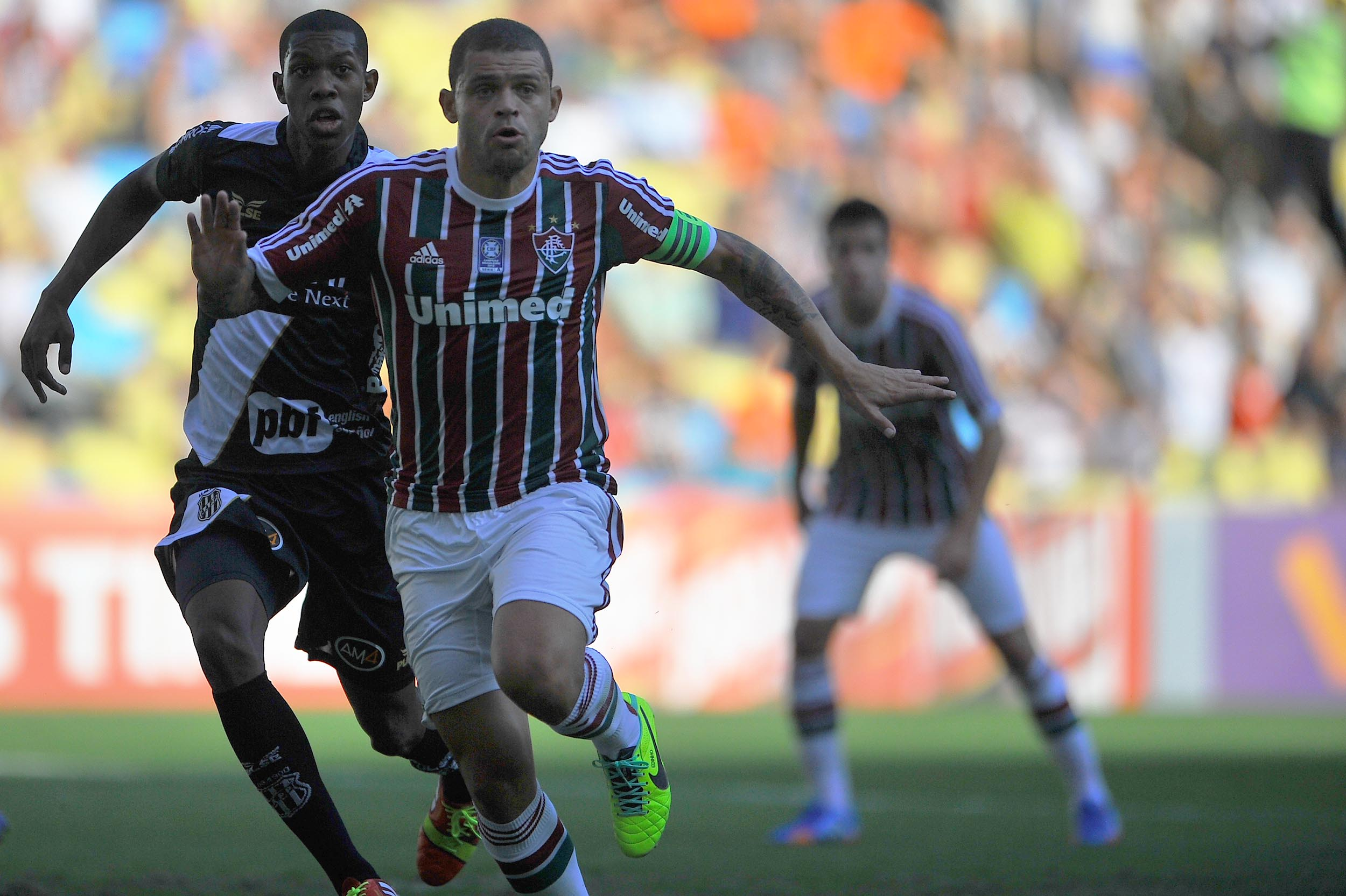
Edinho dans un match pour Fluminense en 2013 avec le sponsor Unimed.

| Saisons           | Équipementiers |
| ----------------- | -------------- |
| 1976 - 1980       | Adidas         |
| 1981 - 1985       | Le coq sportif |
| 1985 - 1994       | Penalty        |
| 1994 - 1996       | Reebok         |
| 1996 - 2015       | Adidas         |
| 2016 - 2017       | Dryworld       |
| 2017 - 2019       | Under Armour   |
| 2020 - (en cours) | Umbro          |

| Saisons           | Sponsors                              |
| ----------------- | ------------------------------------- |
| 1984              | Mondaine, Kodak et Banco Nacional     |
| 1985              | Tavares Roupas et Sul América Seguros |
| 1986              | Heart Line                            |
| 1987              | 1001 Turismo                          |
| 1988 - 1994       | Coca-Cola                             |
| 1995 - 1996       | Hyundai                               |
| 1997 - 1998       | Oceânica Seguros, SporTV et MTV       |
| 1999 - 2014       | Unimed                                |
| 2014 - 2017       | Viton 44                              |
| 2014 - (en cours) | Frescatto Company                     |
| 2016              | TCL Corporation                       |
| 2017              | Universal Orlando Resort              |
| 2018              | Valle Express                         |
| 2021 - 2024       | Betano                                |
| 2024 - (en cours) | Superbet                              |

## Joueurs et personnalités du club

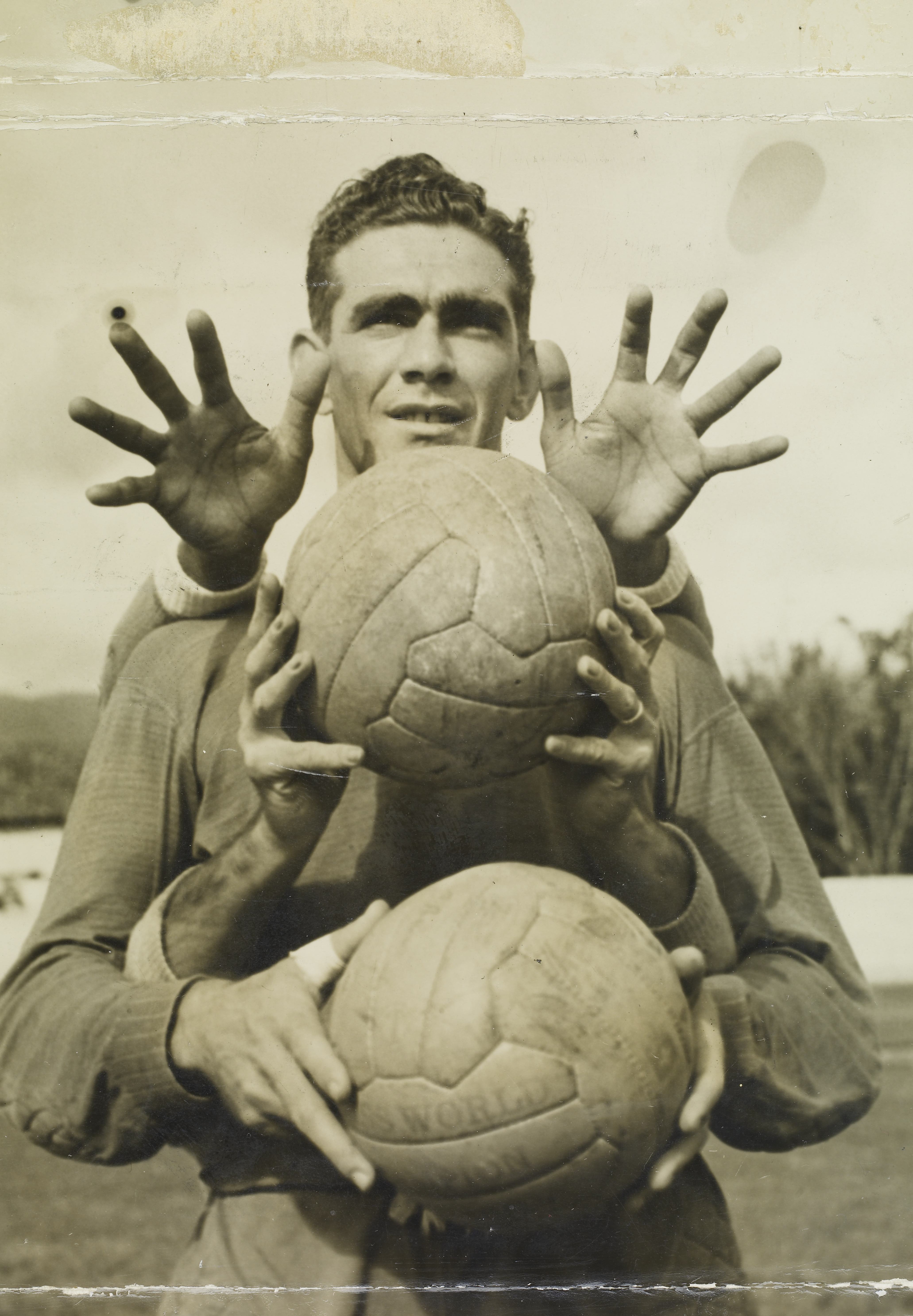
Le gardien de but Carlos José Castilho en 1956.

| Joueurs | Joueurs          | Matchs |
| ------- | ---------------- | ------ |
| 1       | Castilho         | 698    |
| 2       | Pinheiro         | 603    |
| 3       | Telê Santana     | 559    |
| 4       | Altair           | 551    |
| 5       | Escurinho        | 489    |
| 6       | Rubens Galaxe    | 465    |
| 7       | Denílson         | 433    |
| 8       | Gum              | 414    |
| 9       | Assis (zagueiro) | 412    |
| 10      | Waldo            | 403    |

| Joueurs | Joueurs              | Buts |
| ------- | -------------------- | ---- |
| 1       | Waldo                | 319  |
| 2       | Fred                 | 199  |
| 3       | Orlando pingo de oro | 184  |
| 4       | Hércules             | 165  |
| 5       | Telê Santana         | 164  |
| 6       | Welfare              | 161  |
| 7       | Russo                | 149  |
| 8       | Preguinho            | 128  |
| 9       | Washington           | 124  |
| 9       | Magno Alves          | 124  |

### Anciens joueurs
- Abel Braga
- Ademir
- Alan
- Altair
- André
- Branco
- Carlos Alberto
- Carlos Alberto Pintinho
- Carlos Alberto Torres
- Carlos Castilho
- Cícero
- Darío Conca
- Deco
- Dejan Petković
- Denílson
- Didi
- Diego Cavalieri
- Dirceu
- Dodô
- Douglas Augusto
- Douglas Costa
- Edinho
- Edmundo
- Evanilson
- Ezio
- Fábio
- Fábio Pereira
- Faustino Asprilla
- Felipe Melo
- Félix
- Fred
- Ganso
- Germán Cano
- Gérson
- Gil
- Henry Welfare
- Hércules
- Javier Ambrois
- John Kennedy
- Jhon Arias
- João Pedro
- Kenedy
- Luis Artime
- Manuel Lanzini
- Magno Alves
- Marcão (pt)
- Marcelo
- Marco Antônio
- Marcos
- Mariano
- Marinho Chagas
- Marlon Santos
- Narciso Doval
- Nenê
- Nino
- Orlando Pingo de Ouro (pt)
- Oscar Cox (en)
- Paulo César
- Paulo Vítor
- Pinheiro
- Preguinho
- Rafael Pereira
- Rafael Sóbis
- Renato Augusto
- Renato Gaúcho
- Ricardo Gomes
- Ricardo Rocha
- Richarlison
- Robertinho
- Roberto Rivellino
- Roger
- Roger Ibañez
- Romário
- Romerito
- Ronaldinho
- Rôni
- Samarone
- Telê Santana
- Thiago Neves
- Thiago Silva
- Waldo
- Washington (pt)
- Washington dit Cœur vaillant
- Wellington Nem

### Anciens entraîneurs
- Abel Braga
- Carlos Alberto Parreira
- Charlie Williams
- Cuca
- Fernando Diniz
- Joel Santana
- Luís Vinhaes
- Mano Menezes
- Mario Lobo Zagallo
- Muricy Ramalho
- Ondino Viera
- Paulo Amaral
- Ramón Platero
- Renato Gaúcho
- Ricardo Gomes
- Telê Santana
- Vanderlei Luxemburgo
- Zezé Moreira